# 清太祖皇六女
清太祖第六女（1600年—1646年），名不详。清太祖努尔哈赤的六女儿，生母是庶妃嘉穆瑚觉罗氏。她和巴布泰、穆库什、巴布海、皇五女為親兄妹關係。

## 生平
萬曆四十一年（1613年），皇六女下嫁孝慈高皇后同族之子叶赫那拉氏苏鼐，亦作蘇納。据《玉牒》、《爱新觉罗宗谱·星源集庆》记载，清太祖皇六女无封號。依当时习俗，可称格格。
天聪六年（1632年），哥哥皇太極以出征俘获礼，赏赐诸位姐妹。不知何故，她和异母妹皇七女不在赏赐之列。
崇德元年（1636年），哥哥皇太極册封诸位姐妹为公主。其中，皇妹宗岱格格被册封为扎萨克公主。她和异母妹皇七女是当时在世的两个皇妹，由于两人名字均未被记录，未知宗岱格格是她，还是皇七女。
顺治三年（1646年）九月，皇六女以四十七岁的寿命去世。丈夫苏纳之子就是苏克萨哈。康熙帝亲政前，苏克萨哈是四大辅政大臣之一，惟被鳌拜處死。苏纳的七个孫子不是判凌迟就是被判斩立决，連苏克萨哈亲弟一家也判斩立决。不仅如此，鳌拜连苏克萨哈的叔叔和堂兄弟都不放过，以“知苏克萨哈匪为不行劝阻反附其恶串为心腹”的名义斩立决。
乾隆三年（1738年）十二月二日，三等侍卫苏尔耐呈称曾祖母為努尔哈赤第六女，請求追封为和硕公主。乾隆帝准許，並且下令照和碩公主之例修理坟院及设立坟户。由此可見，皇六女被追封为和硕公主。